# شش درجه جدایی (فیلم)
شش درجه جدایی (به انگلیسی: Six Degrees of Separation) نام فیلم کمدی-درامی است که در سال ۱۹۹۳ به کارگردانی فرد شپیسی و بر پایهٔ نمایشنامه‌ای با همین نام از جان گوئیر ساخته شد. استوکارد چنینگ موفق شد برای بازی در این فیلم در رشتهٔ بهترین بازیگر نقش اول زن نامزد دریافتِ جایزه اسکار شود.